# Unión Democrática del Trabajo (Izquierda Obrera Nacional)
La Unión Democrática del Trabajo (Izquierda Obrera Nacional) va ésser un partit polític fundat a l'octubre del 1931 a Barcelona.